# 樋沢良信
樋澤 良信（ひざわ よしのぶ、1950年1月21日 - ）は、岩手県久慈市出身の元プロ野球選手（内野手）・コーチ。

## 来歴・人物
東北高等学校から日本電信電話公社東北支社（電電東北、現在のNTT東日本宮城支店）へ入社した後に、同社硬式野球部（現在の東北マークス）所属の内・外野手として社会人球界で活躍。1970年のNPBドラフト会議において、読売ジャイアンツ（巨人）から4位で指名された。
電電東北からは1970年に佐藤政夫（高校の後輩にも当たる左投手）が巨人に入団していたが、1年在籍しただけで（この年から1972年までシーズン終了後に年に1回開催されていた）プロ野球選抜会議（ドラフト会議と同じ趣旨・要領で開催された「トレード会議」）を通じてロッテオリオンズへ移籍した。このような事情から、佐藤に続いて樋沢が巨人に指名されたことに対して、電電東北側は態度を硬化。樋沢への入団交渉に訪れたスカウトに対して、雁部昭八監督（当時）が「（佐藤をわずか）1年で選抜会議に出すのなら、もう交渉に来なくてもいい」と言い放つ局面もあったが、結局は入団に漕ぎ着けた。
内外野を守れる万能選手で、巨人への入団直後には｢土井（正三）2世｣という期待を寄せられた。しかし、故障が相次いだことなどから、一軍公式戦での出場機会がないまま1975年末に現役を引退。引退後も球団に残って、スカウト・チーフスコアラー・記録室長を約10年、一軍から三軍までの内・外野守備コーチを5年間担当した。また、2005年から2010年末の定年退職までは、独身の若手選手を預かる「ジャイアンツ寮」の寮長を務めていた。
巨人の球団史において、選手として入団してから球団職員として定年を迎えるまで、一貫して同球団に在籍していた人物は樋沢だけとされる。定年退職後は、講演活動やインタビューなどで、巨人時代の経験や球界の大物選手・OBとのエピソードを披露。その一方で、2014年3月からは玉川大学硬式野球部の監督を7年間務めた。
5人兄弟の末っ子で、実兄（4番目の子）は出身地の久慈市で喫茶店を経営。2013年度前期NHK朝の連続ドラマ『あまちゃん』の劇中に登場する「リアス」（架空の駅である「北三陸駅」構内の喫茶店）は、この喫茶店をモデルにしている。自身も、『吉田類の酒場放浪記』の第355回と『おんな酒場放浪記』の第144回（栗原友が「旅人」として出演した回、いずれもBS-TBSで放送）を読売ランド前の居酒屋「忠’ちゃん」で撮影した際に登場している。

## 詳細情報

### 年度別打撃成績
- 一軍公式戦出場なし

### 背番号
- 37 （1971年 - 1975年）
- 111 （1990年 - 1991年）
- 75 （1992年 - 1995年）